# 데즈 로프
데즈 로프(DeJ Loaf, 1991년 4월 8일 ~ )는 미국의 래퍼, 싱어송라이터이다.